# Egyptienne

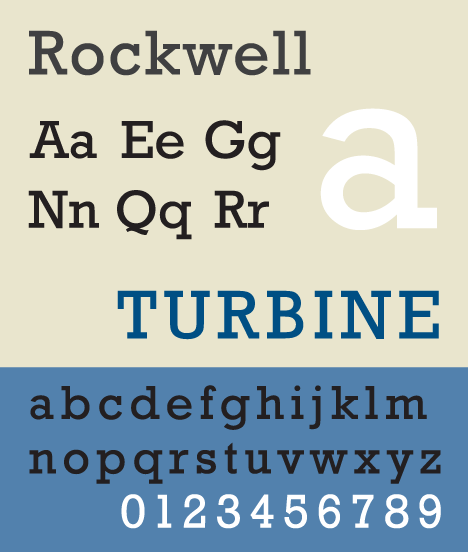
De Rockwell, een voorbeeld van een egyptienne

Een egyptienne of mechaan (Engels slab serif) is een lettertype dat de grondvorm van een classicistische antiqua volgt, maar dan zonder het sterke lijncontrast. Zo zijn de schreven even dik als de stammen. 
De egyptienne is zo genoemd, omdat de veldtocht van Napoleon in Egypte in 1798 een egyptomanie had ontketend. Het lettertype is kort daarna, in het begin van de daaropvolgende eeuw, ontstaan en kreeg vandaar deze benaming. Er is echter geen directe relatie of een verband met Egypte te leggen.
Chocoladeletters worden traditioneel uitgevoerd in dit lettertype. Ook in het logo van de Rijksuniversiteit Groningen wordt dit lettertype gebruikt.
Een egyptienne als algemene vorm van een lettertype moet niet worden verward met het door Adrian Frutiger in 1956 ontworpen lettertype met de naam égyptienne.